# Orfelia
Orfelia är ett släkte av tvåvingar som beskrevs av Costa 1857. Orfelia ingår i familjen platthornsmyggor.

## Bildgalleri

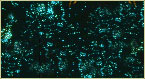

## Dottertaxa tillOrfelia, i alfabetisk ordning[1][2]
- Orfelia abbrevinervis
- Orfelia aczeli
- Orfelia affinis
- Orfelia aitkeni
- Orfelia albovittata
- Orfelia alticola
- Orfelia amapaensis
- Orfelia amazonensis
- Orfelia amurensis
- Orfelia angulata
- Orfelia angustata
- Orfelia anomala
- Orfelia apicipennis
- Orfelia atriceps
- Orfelia attenuata
- Orfelia baishanzuensis
- Orfelia basalis
- Orfelia bibula
- Orfelia bicelli
- Orfelia bicolor
- Orfelia biguttata
- Orfelia burmeisteri
- Orfelia chacoensis
- Orfelia chilensis
- Orfelia coheri
- Orfelia colei
- Orfelia consimilis
- Orfelia corniculata
- Orfelia crassicauda
- Orfelia defecta
- Orfelia delpontei
- Orfelia discoloria
- Orfelia divaricata
- Orfelia ebriola
- Orfelia elegans
- Orfelia elegantula
- Orfelia equalis
- Orfelia excelsa
- Orfelia falcata
- Orfelia fasciata
- Orfelia fascipennis
- Orfelia ferruginea
- Orfelia flaviventris
- Orfelia flavomarginata
- Orfelia fultoni
- Orfelia funerea
- Orfelia gruevi
- Orfelia helvola
- Orfelia ignobilis
- Orfelia incasica
- Orfelia indistincta
- Orfelia infumata
- Orfelia knabi
- Orfelia krivosheinae
- Orfelia limbata
- Orfelia lugubris
- Orfelia macilenta
- Orfelia macrocera
- Orfelia maculata
- Orfelia maiapenai
- Orfelia manaosensis
- Orfelia mathesoni
- Orfelia matilei
- Orfelia micella
- Orfelia minima
- Orfelia mitchellensis
- Orfelia monchroma
- Orfelia negotiosa
- Orfelia nemoralis
- Orfelia nigribarba
- Orfelia nigricornis
- Orfelia notabilis
- Orfelia nussbaumi
- Orfelia ochracea
- Orfelia pallida
- Orfelia paraensis
- Orfelia paraguayana
- Orfelia persimilis
- Orfelia quasilineata
- Orfelia regularis
- Orfelia rhapsodica
- Orfelia saeva
- Orfelia sagax
- Orfelia salobrensis
- Orfelia saparai
- Orfelia sapporoensis
- Orfelia shannoni
- Orfelia souzai
- Orfelia spatulata
- Orfelia subdiscoloria
- Orfelia subnigricornis
- Orfelia tamoyoi
- Orfelia tapuiai
- Orfelia triangulifera
- Orfelia tristis
- Orfelia trivittata
- Orfelia unicolor
- Orfelia ussuriensis
- Orfelia ventosa
- Orfelia vespiformis
- Orfelia vicina
- Orfelia williami
- Orfelia yoshidai
- Orfelia zeteki